# ترموشیمی

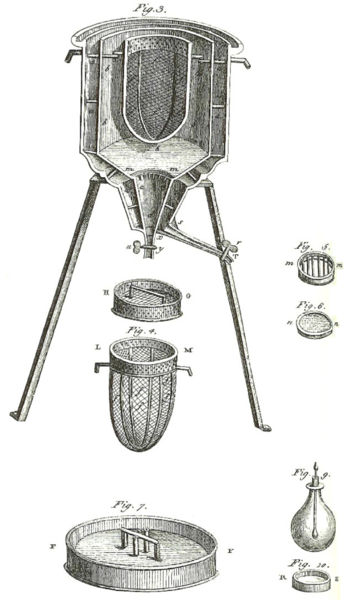
نخستین گرماسنج توسط آنتوان لاووازیه و پیر لاپلاس اختراع شد. از این ابزار برای تعیین گرمای واکنش در آزمایشگاه‌ها استفاده می‌شود.

گرماشیمی یا ترموشیمی (به انگلیسی: Thermochemistry) شاخه‌ای از علم شیمی است که به مطالعهٔ کمی و کیفی تغییرات گرما و انرژی طی یک واکنش شیمیایی و تأثیری که بر حالت ماده دارد می‌پردازد.